# Robert R. Provine
Robert Raymond Provine (* 11. Mai 1943 in Tulsa; † 17. Oktober 2019 in Baltimore) war ein US-amerikanischer Neuropsychologe und Gelotologe. Er war ab 1983 Professor für Psychologie an der Universität von Maryland (UMBC). 

## Leben
Provine studierte von 1961 bis 1965 als Undergraduate an der Oklahoma State University in Stillwater und schloss mit dem Bachelor of Science in Psychologie ab. Zwischen 1965 und 1971 führte Provine sein Studium als Graduate an der Washington University in St. Louis weiter, wo er von 1971 – nach Erlangung seines Doktorgrades (Ph. D.) – bis 1974 als assistant professor beschäftigt war. Ab 1974 arbeitete Provine an der UMBC, seit 1983 dort als Professor für Psychologie. Er war Fellow der American Association for the Advancement of Science und der Association for Psychological Science. Provine war verheiratet und hatte zwei erwachsene Kinder.

## Werk
Provine beschäftigte sich mit neuronalen Mechanismen des Verhaltens und der Entwicklungsneurobiologie. Sein Schwerpunkt der letzten Jahre liegt im Erforschen des Lachens, die sogenannte Gelotologie. Dazu hat er 2000 sein Buch Laughter: A Scientific Investigation veröffentlicht, worin er unter anderem die Gründe für das Lachen und die Funktion des Lachens untersucht. Im Zuge dieser Arbeit stellte Provine auch eine These über den Ursprung der Sprache bzw. des Sprechens auf, der mit der Atmung von Lebewesen zusammenhängt: Eine komplexe Lautsprache soll sich erst mit dem aufrechten Gang entwickelt haben können, durch den eine koordinierte Atmung ermöglicht wird, Provines Walkie-Talkie-Theorie: „This is the basis of the bipedal (“walkie-talkie”) theory of speech evolution.“
Außerdem beschäftigte er sich mit den Ursachen des Gähnens. In seinem Buch Curious Behavior untersucht er im Sinne einer „sidewalk neuroscience“ unter anderem die Phänomene glucksender Geräusche, des Rülpens, Lachens und von Flatulenzen. Er bringt dabei auch Kritik an seinen Kollegen mit ein und bezieht sich unter anderem auch auf Marx.

## Schriften (Auswahl)
- Laughter. A Scientific Investigation. Viking Press, New York 2000, ISBN 0-670-89375-7.
- Curious behavior: yawning, laughing, hiccupping, and beyond. The Belknap Press, Cambridge (Mass.) 2012, ISBN 978-0-674-04851-5.
  - deutsch von Sebastian Vogel: Ein seltsames Wesen. Warum wir gähnen, rülpsen, niesen und andere komische Dinge tun. Rowohlt, Reinbek bei Hamburg 2014, ISBN 978-3-498-05212-6.